# Johann Gramanitsch

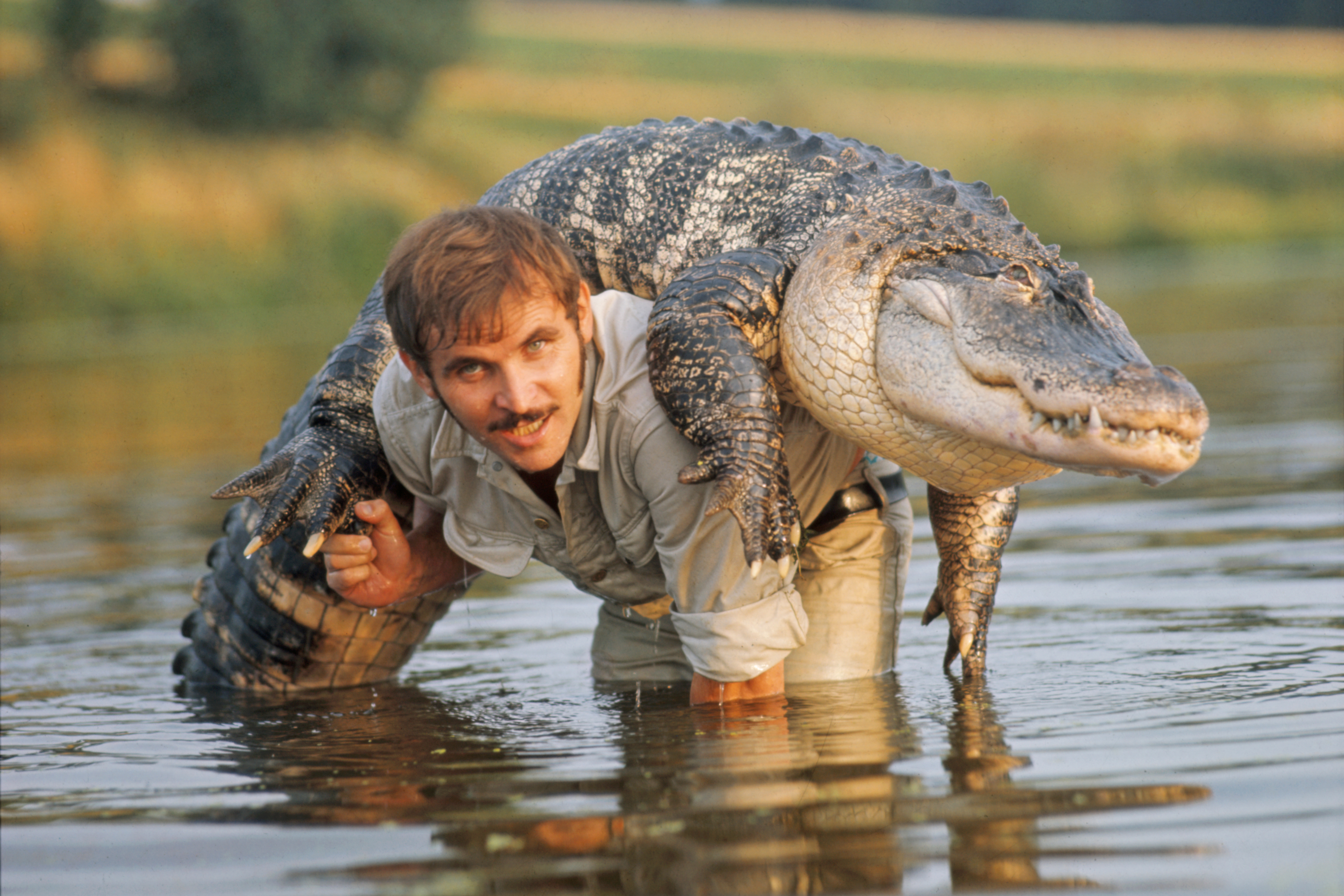
Johann Gramanitsch und Mississippi-Alligator „Jockl“ (Großeberharts, Sommer 1972)

Johann Julius „Hans“ Gramanitsch (* 20. Oktober 1935 in Waidhofen an der Thaya) ist ein ehemaliger österreichischer Gastronom. Durch zahlreiche Berichte in Presse und Fernsehen über seine wagemutigen Auftritte mit dem Mississippi-Alligator „Jockl“ sind er und seine „Orientbar“, auch „Kroko-Bar“ genannt, einer breiten Öffentlichkeit bekannt.

## Leben
Johann Gramanitsch wurde als jüngeres der beiden Kinder des Gastwirt-Ehepaars Johann Baptist Grammanitsch (1889 – 1957) und Anna Grammanitsch (1895 – 1975 geb. Schuster-Stadler) geboren. Gramanitsch ist in fünfter Ehe verheiratet und hat eine Tochter aus erster Ehe. Er wohnte bis Ende 2018 in Waidhofen an der Thaya und lebt seitdem in Wien.

## Ausbildung
Nach der Volks- und Hauptschule in Waidhofen an der Thaya absolvierte Gramanitsch die Hotelfachschule in Waldegg und arbeitete als Kellner-Lehrling im elterlichen Betrieb in der Wienerstraße 12. Die Ausbildung schloss er 1953 erfolgreich ab. Zugang zu gehobener internationaler Gastronomie hatte Gramanitsch während seiner  Saisonarbeiten in einigen der etabliertesten Häuser dieser Zeit: im Weissen Rössl in St. Wolfgang (Sommer 1953), im Hotel Panhans am Semmering (Winter 1953/1954), im Palace Hotel in Scheveningen (Sommer 1954) und im Grandhotel Waldhaus Vulpera in Graubünden (Sommer 1955).

## Gastronomie
Seine Pläne, als Steward an einem Kreuzfahrtschiff anzuheuern, wurden von der schweren Erkrankung seines Vaters und der damit verbundenen Notwendigkeit, in die elterliche Gastwirtschaft zurückzukehren, durchkreuzt. Im Sommer 1956 hatte Gramanitschs Vater die Konzession zur Ausübung des Gast- und Schankgewerbes erweitert, um im Strandbad Waidhofen an der Thaya während der Badesaison ein Buffet zu führen. Diese nutzte Gramanitsch, um die „Hafenbar“, eine Art Strandbar, mit selbstgebasteltem Inventar und Auftritten von Musik-Bands in der stillgelegten „Schießstätte“ zu betreiben. Nach dem Tod seines Vaters 1957 wurde diese Konzession nicht verlängert, da nach Meinung der anderen Wirte kein Lokalbedarf bestanden hätte. Bald brachte Gramanitsch im von seiner Mutter weitergeführten Betrieb in der Wienerstraße 12 seine Ideen ein. Anfang der 1960er Jahre baute er die ehemaligen Schweineställe der Vorbesitzer, der Wirtshaus-Schlächterei Stadler, zu einem Bar-Raum mit orientalischem Flair, der „Orientbar“, um. Ab 1970 wurde die „Orientbar“ auch unter dem Namen „Krokodilbar“ oder verkürzt „Kroko-Bar“ bekannt.
Im Laufe der Jahre erweiterte Gramanitsch mehrfach die „Orientbar“. Mit Gegenständen, die er von seinen Reisen mitbrachte, wurden zusätzlich zu dem ursprünglich namensgebenden Teil im orientalischen Stil der Bar weitere Räume von ihm geplant und Objekte in die Einrichtung integriert. Es gab die sogenannte „Afrikabar“ und den „Afro-Club“ mit ost-afrikanische Objekten, den „Clubraum“ mit Objekten aus Sri Lanka, Thailand und Malaysia, einen Raum mit Gegenständen von seinen Expeditionen zu den Yanomami in Venezuela und den Kukukuku in Papua-Neuguinea. In Vitrinen waren Gegenstände aus Westafrika und Peru ausgestellt.
Die Räume wurden unterschiedlich gastronomisch genutzt: In der „Afrikabar“ war ab Ende der 1960er-Jahre in erster Linie ein Diskothek-Betrieb mit Tanzparkett und Lichteffekten, die „Orientbar“ vermittelte klassische Barstimmung, der „Clubraum“ und einige andere Räume eigneten sich besonders zum Konsum von Speisen.
Die „Orientbar“ erreichte ein Fassungsvermögen von bis zu 350 Sitzplätzen. Die „Orientbar“ mit ihren exotischen Tieren und den zahlreichen originalen Objekten aus exotischen Ländern war neben dem Betrieb als Bar und Restaurant tagsüber ein beliebtes Ausflugsziel für Familien mit Kindern und Busreisen.
Die „Orientbar“ wurde von zahlreichen prominenten Gästen besucht, unter anderem vom österreichischen Bundespräsidenten Franz Jonas am 27. Juni 1971 und vom Unterrichtsminister Fred Sinowatz am 26. September 1976.
Von 1979 bis 1993 betrieb Gramanitsch auch die Imbissstube „Captain Cook“ in der Vitiserstraße 9. Die „Orientbar“ oder „Kroko-Bar“ wurde 1991 verkauft und 1993 geschlossen. Später gab es noch einige Veranstaltungen zur Erinnerung an die „Kroko-Bar“, an denen Gramanitsch und viele ehemalige Gäste begeistert teilnahmen. Nach einem „Tag der offenen Türen“ in der ehemaligen „Orientbar“ und seiner Privatwohnung an der gleichen Adresse, übersiedelte Gramanitsch 2018 nach Wien.
Die „Orientbar“ galt als

„Das Kultlokal im Waldviertel schlechthin.“

„Die Orient-Bar in der heutigen Gramanitsch-Kurve war die Location im Waldviertel, die Waidhofen geprägt hat und weit über die Bezirksgrenzen hinaus bekannt war.“

## Exotische Tiere
1960 kaufte Gramanitsch bei einem Tierhändler in Wien ein Krokodil. Das Interesse seiner Gäste an dem Tier veranlassten ihn dazu, das Terrarium vom privaten in den öffentlichen Teil des Hauses zu verlegen. Mitte der 1960er-Jahre erlangte Gramanitsch und die „Orientbar“ durch Medienberichte über seinen familiären Umgang mit dem inzwischen zu beachtlicher Größe herangewachsenen Mississippi-Alligator „Jockl“ einen überregionalen Bekanntheitsgrad. Die Schweizer Uhrenfirma Sandoz engagierten Gramanitsch und „Jockl“, um die Robustheit ihrer Herrenarmbanduhren zu bewerben.
Ende 1967 gelang es Gramanitsch erstmals, in Österreich Krokodile zu züchten. Die Eier der Brillenkaimane wurden in von ihm erdachten und konstruierten Brutboxen ausgebrütet. Er war auch als Züchter anderer Tierarten erfolgreich (Vogelspinnen und Riesenschlangen wie Anakondas, Boas und Pythons).
Im Sommer 1969 ging Gramanitsch mit seinem Mississippi-Alligator „Jockl“ im von ihm gepachteten Teich bei Großeberharts „baden“. Zahlreiche Medienberichte dokumentieren dieses Ereignis und gingen bald über die österreichischen Grenzen hinaus.
Es gelang Gramanitsch 1972, in der größten Krokodilfarm Thailands ein „Weißes Krokodil“ gegen einen damals dort schwer erhältlichen Mississippi-Alligator einzutauschen. Dieses „Weiße Krokodil“ war ein Leistenkrokodil mit einer Störung der Pigmentierung der Haut (Albinismus). Das „Weiße Krokodil“ wurde 1977 durch die Quizsendung Wer dreimal lügt einer breiten Öffentlichkeit bekannt. Auf einer Reise nach Südostasien mit Zwischenstation in Bangkok gelang es Gramanitsch, auf einem Markt einen jungen Weißhandgibbon zu erstehen, der dort zum Verzehr verkauft werden sollte. Da sich ihm keine anderen Möglichkeiten erschlossen, dem Primaten das Leben zu retten, brachte er ihn mit nach Waidhofen. In der Folge ließ Gramanitsch dem Tier eine sehr aufwendige und intensive persönliche Betreuung zukommen.
Gramanitsch hielt zeitweise 15 Krokodile, 30 Schlangen und einen Affen.
In Folge einer kleinen Unachtsamkeit bei der Pflege der Tigerpython „Susi“ wurde Gramanitsch 1976 von der etwa 150 kg schweren, damals größten lebenden Schlange Österreichs, angegriffen. Befreit aus der, wie er es nennt, „tödlichen Umarmung“ wurde er von seiner dritten Frau Olga, die den Tigerpython erschießen musste. Sie rettete damit ihrem Mann, der bereits Serienrippenbrüche erlitten hatte, das Leben.
Als Experte für Reptilien wurde Gramanitsch wiederholt zum Einfangen von Schlangen oder Krokodilen eingesetzt, die von ihren Besitzern ausgesetzt wurden oder ihnen entkommen waren.
Gramanitsch über sein Verhältnis zu seinen Tieren:

„Ich war mit ihnen auf Du und Du, ich wollte sie nicht so halten wie im Zoo, sondern mit ihnen zusammenleben. Heute kann ich jedem nur abraten, das zu tun, was ich getan habe.“

## Exotische Länder – Globetrotter und Expeditionsführer
Die Beschäftigung mit seinen Tieren hat Gramanitsch schon Anfang der 1960er Jahre dazu bewogen, dorthin zu reisen, wo diese leben.
Die ersten Reisen nach Kenia, Sri Lanka, Thailand und Malaysia in den frühen 1960er-Jahren waren Beginn einer Serie von immer anspruchsvoller werdenden Fernreisen. Gramanitsch bereiste unter anderem Gambia, Brasilien, Bolivien, Peru und die Galápagos-Inseln.
Bei expeditionsartigen Reisen führte Gramanitsch in Alaska,
durch die Sahara, in Papua-Neuguinea zu den Kukukuku und anderen indigenen Völkern, in Ecuador zu den Shuar und den Waorani (auch bekannt als Auca) oder in Venezuela zu den Yanomami.

## Schnitzen
Gramanitsch lernte autodidaktisch schnitzen. Als Hobby-Schnitzer schuf er zahlreiche Skulpturen aus Holz, wovon viele in der „Orientbar“ zu besichtigen waren.

## Sport
Als begeisterter Segler und Windsurfer initiierte Gramanitsch im Oktober 1975 die Gründung des Vereins „Segel- und Surfclub Ottenstein“. Durch seine beharrlichen Bemühungen bekam der Club fünf Jahre später die Genehmigung eine Steganlage auf dem Stausee Ottenstein zu errichten. Er war über 25 Jahre lang Obmann und ist Ehrenmitglied auf Lebenszeit. Gramanitsch hat zahlreiche Segel- und Windsurf-Regatten gewonnen. 1979 wurde er Niederösterreichischer Landesmeister im Windsurfen.
Gramanitsch ist begeisterter Bogenschütze, der in Turnieren erfolgreich war.

## Medienpräsenz

### Presse
Seit Mitte der 1960er-Jahre erscheinen immer wieder Berichte über Gramanitsch in der Presse. Sie berichten von seinen Tieren, seinen Reisen, der „Orientbar“, seinen sportlichen und künstlerischen Aktivitäten.

### Fernsehen

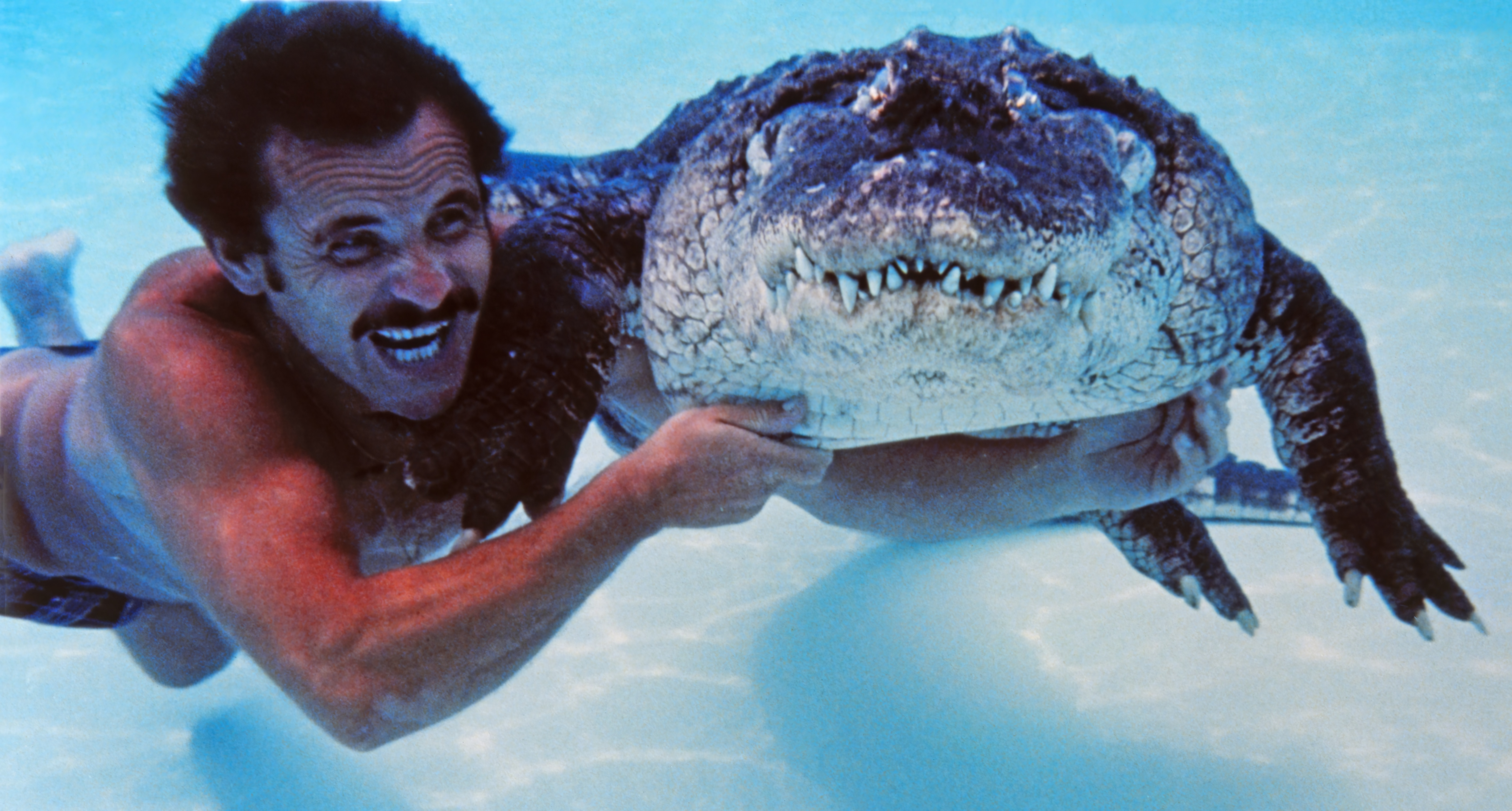
Johann Gramanitsch mit „Jockl“ während der Dreharbeiten (Juni 1977)

Über Gramanitsch, seine Tiere und die „Orientbar“ wird seit mehr als fünf Jahrzehnten im ORF berichtet.
Am 13. September 1977 wurde vom ORF in der von Günter Tolar moderierten Quizsendung Wer dreimal lügt das „Weiße Krokodil“ thematisiert. Zu dem vom ORF gestalteten Kurzfilm mit dem Buchstaben „A“ lautete die Quizfrage: „Gibt es in Niederösterreich dieses Weiße Krokodil?“. Im Beitrag wurde unter anderem auch Gramanitsch beim Baden mit „Jockl“ im Freibad von Waidhofen an der Thaya gezeigt.

### Film
Bereits 1966 erschien in der Austria Wochenschau ein Beitrag über Gramanitsch und seine Krokodile. 2019 wurde im Kino Kultur Haus die vom Filmarchiv Austria zusammengestellte DVD Tiere im Film – Das Beste aus der Wochenschau 1934–1982 präsentiert. Gramanitsch war als Ehrengast anwesend. Die Zusammenstellung beinhaltet unter anderem Wochenschau-Beiträge zu Gramanitsch und seinen Krokodilen.

Gramanitsch und sein Mississippi-Alligator „Jockl“ traten 1980 als Komparsen in Helmut Zenkers und Peter Patzaks Kottan ermittelt (Folge 6: Räuber und Gendarm) auf.  Weitere Komparsenauftritte der beiden waren in Franz Novotnys Filmen Die Ausgesperrten (1982) und Coconuts (1985).

## Ausstellungen und Sammlungen
Das Stadtmuseum Waidhofen widmete Gramanitsch, seinen Tieren, seinen Expeditionen und der „Orientbar“ Ausstellungen: Im Sommer 2002 die Sonderausstellung „ABBA in der Krokobar“ und im Sommer 2021 „Johann Gramanitsch – ein ereignisreiches Leben“. Bei der Eröffnung am 24. Juli 2021 erzählte Gramanitsch fast zwei Stunden lang aus seinem Leben.
Seit 2019 sammelt Robin Fraberger Exponate aus dem Besitz von Gramanitsch und richtet sich damit sein „Krokostüberl“ ein.